# Кудревич, Борис Иванович
Борис Иванович Кудревич (1884—1960) — советский военно-морской деятель, учёный, инженерный работник, основоположник применения гироприборов на флоте, преподаватель, профессор (1934), доктор технических наук (1939), инженер-контр-адмирал (1940), заслуженный деятель науки и техники РСФСР (1947).

## Биография
Родился в Харькове 29 февраля 1884 года[по какому календарю?]
В 1908 году окончил физико-математический факультет Харьковского университета. Работал в Харьковской астрономической обсерватории, в мае 1913 года был направлен для усовершенствования знаний в Пулковскую астрономическую обсерваторию. С 1913 года по приглашению Главного гидрографического управления начал работать в военно-морском ведомстве; занялся изучением теории и практики гирокомпасов, новейших навигационных приборов того времени. В 1916 году организовал в Гельсингфорсе первую ремонтную базу по гирокомпасам, руководил подготовкой специалистов в этой области. В период создания советского Военно-морского флота занимался восстановлением гирокомпасов и снабжения ими кораблей.

Могила Кудревича.

В 1925 году был командирован в Лондон для изучения постановки дела по производству и эксплуатации гирокомпасов, а в 1928 году — в Веймарскую республику для ознакомления с работой гидроакустических фирм и гирокомпасной фирмой Аншютц. Руководил созданием первых отечественных гирокомпасов на заводе штурманских приборов в Ленинграде (1930); с его участием разрабатывались совершенные двухроторные гирокомпасы на заводе «Электроприбор».
Работу в Гидрографическом управлении совмещал с преподаванием в Военно-морской академии, Военно-морском училище им. М. В. Фрунзе и других учебных заведениях. В Военно-морской академии 1 сентября 1931 года на гидрографическом факультете образовали кафедру кораблевождения и кафедру электронавигационных приборов. Начальниками кафедр назначили Н. А. Сакеллари (1932—1936), Н. Н. Матусевича (1936—1947) и Б. И. Кудревича (1932—1941). На этом факультете обучали командиров по штурманской, гидрографической, гидрометеорологической специальностям и по специальности ограждения морей. С 1935 по 1937 годы Кудревич занимал должность помощника, затем заместителя начальника Гидрографического управления ВМС СССР по научной работе и начальника научно-исследовательского бюро Главного гидрографического управления.
Основал в Военно-морской академии в 1943 году кафедру стабилизации и оптики, которую возглавлял до 1948 года. После увольнения из рядов ВМФ (1948) работал профессором Ленинградского Высшего мореходного училища им. С. О. Макарова. Автор многочисленных трудов по прикладной гироскопии, гидроакустике, астрономии. Особую роль в разработке и освоении флотом гирокомпасов имеет его пятитомная монография «Теория и практика гироскопического компаса». В период Великой Отечественной войны и в первые послевоенные годы много сделал для внедрения на флоте различных систем гиростабилизации.
Умер 10 августа 1960 года в Ленинграде, похоронен на Богословском кладбище.

### Звания
- Инженер-флагман 3-го ранга (2.12.1935)[3][4]
- Инженер-контр-адмирал (1940)

## Публикации
- «Теория и практика гироскопического компаса» (1921)[2]
- «Теория и практика гироскопического компаса» в 5 томах (1947);
- «Теория гироскопических приборов: избранные труды в 2-х томах» (1963).

## Память
Именем Б. И. Кудревича было названо учебное судно ВМФ («Профессор Кудревич», порт приписки Одесса, 1970 год / Разделан на металлолом в 1997 году).